# علوم ارتباطات اجتماعی
ارتباطات اجتماعی که یکی از شاخه های مطالعات ارتباطی است، به منظور سر و سامان دادن به ابعاد مختلف ارتباطات جوامع و مظاهر وجودی آن به خدمت بشر درآمده تا وسایل ارتباطی و اطلاع‌رسانی گسترده و پیچیده مانند رادیو، تلویزیون، مطبوعات و بسیاری دیگر از مظاهر علم و فناوری را در خدمت اطلاع‌رسانی و ارتباط بین انسان‌ها قرار دهد. موضوع این رشته، بررسی ابعاد مختلف ارتباطات جوامع و همچنین مطالعه و تحقیق در زمینه ارتباطات و انتقال اطلاعات و تلاش در جهت بهبود سیستم‌های ارتباطی و اطلاعاتی موجود می‌باشد. فارغ التحصیلان این رشته باید توانایی نقد، تحلیل و تحقیق در حوزه ارتباطات به‌طور کلی و ارتباطات جمعی به‌طور اخص را داشته باشند. این رشته یکی از شاخه‌های نوین علوم اجتماعی معاصر به‌شمار می‌آید که در ایران نیز بسیار جدید است.

## شکل‌گیری
مطالعات ارتباطات پس از جنگ جهانی دوم رو به رشد نهاد و از سایر رشته‌های علمی هم‌چون جامعه‌شناسی، روانشناسی، علوم سیاسی و حتی مهندسی کمک گرفت. ارتباطات با گسترش رسانه‌های الکترونیکی، به تدریج به صورت رشته آموزشی مستقل در دانشگاه‌ها راه‌اندازی شد. توسعهٔ فوق‌العاده وسایل ارتباط جمعی همچون شبکه‌های ارتباطی و ماهواره‌ای، چند رسانه‌ای‌ها و رسانه‌های متعامل در دنیای معاصر تا بدان‌جا مؤثر بوده‌‌است که نه تنها علم ارتباطات را به عنوان یکی از محورهای اصلی مطالعات دنیای معاصر قرار داده‌است، بلکه عصر معاصر را عصر ارتباطات و جامعه جدید را جامعه اطلاعاتی نامیده‌اند.

## شاخه ها در مقطع کارشناسی
1. روابط عمومی
2. روزنامه‌نگاری

این رشته در مقطع کارشناسی دانشگاه تهران شاخه ای ندارد و با نام علوم ارتباطات اجتماعی ارائه می‌شود ولی دانشگاه‌های دیگر در دو شاخه‌ی نام‌برده دانشجو می‌پذیرند‌.

## شاخه ها در مقطع کارشناسی ارشد
این رشته در حال حاضر در آزمون کارشناسی ارشد دارای گرایش‌های زیر است:
1. علوم ارتباطات اجتماعی
2. مدیریت رسانه
3. روزنامه‌نگاری
4. علوم ارتباطات اجتماعی (گرایش تبلیغات فرهنگی)
5. تبلیغ و ارتباطات فرهنگی
6. ارتباطات (دارای گرایش حج و زیارت)
7. مطالعات فرهنگی و رسانه[۴]
8. روابط عمومی (دارای دو گرایش صنعت و بازرگانی و امور بین الملل)
9. علوم شناختی (گرایش رسانه)

## موقعیت‌های شغلی
فارغ‌التحصیلان این رشته می‌توانند در مراکزی مثل روزنامه‌ها، رادیو، تلویزیون، ادارات روابط عمومی، سازمان‌های دولتی، غیر دولتی و مراکز مشابه به عنوان کارشناس ارتباطات انجام وظیفه کنند.
کسانی که در کارهای نظری و پژوهش‌گری توانایی بیشتری دارند، می‌توانند به عنوان پژوهش‌گر رسانه در موسسات و پژوهشگاه‌ها فعالیت کنند.